# Metal de post-tranziție

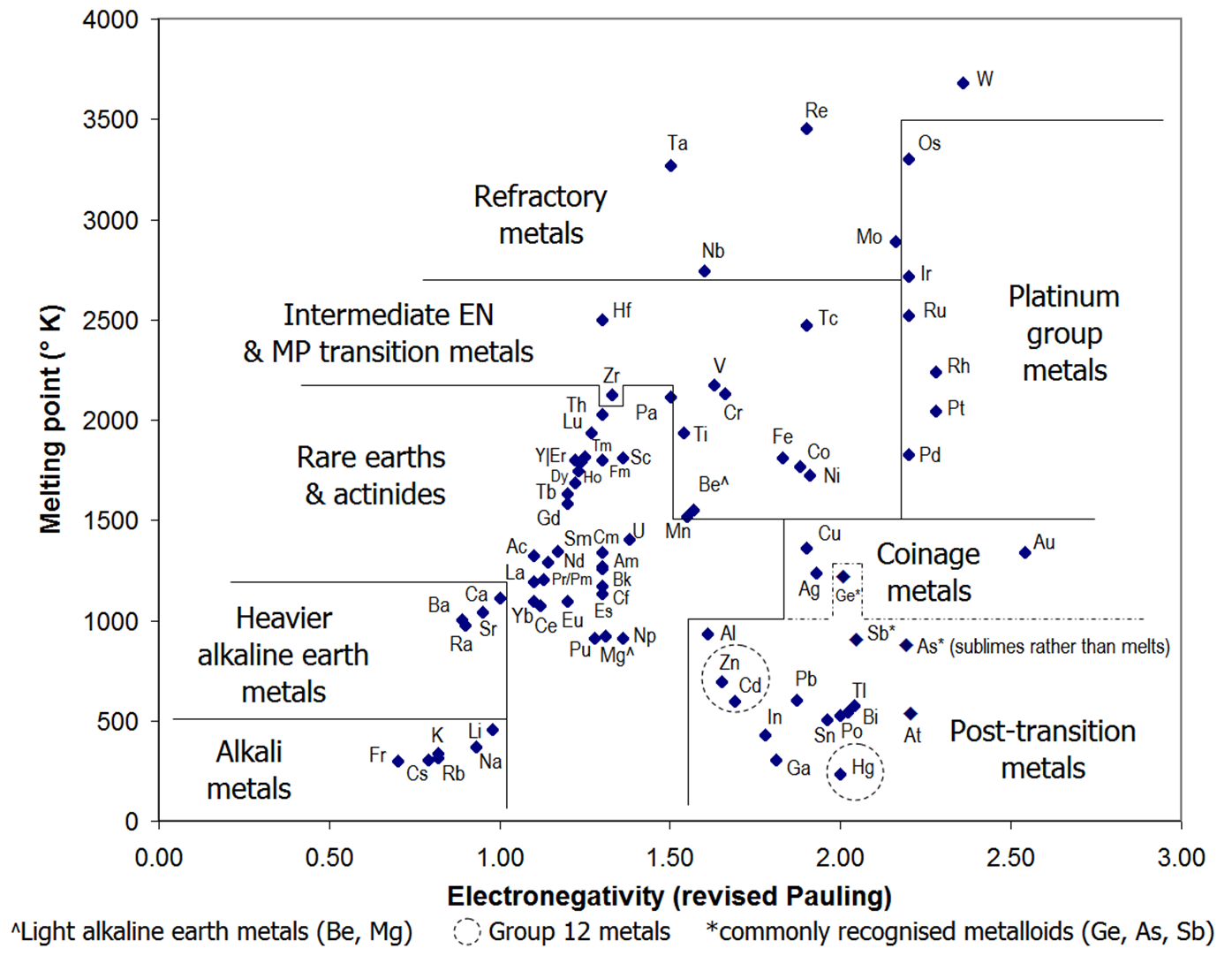
Metalele de post-tranziție se disting printr-o valoare relativ ridicată a electronegativității și puncte de topire relativ scăzute.

Metalele de post-tranziție sunt acele metale situate în tabelul periodic al elementelor între metalele de tranziție și metaloizi.
Metalele de post-tranziție se mai numesc și metale pământoase, deoarece se găsesc în scoarța terestră. Acestea sunt mai moi decât cele de tranziție și au punct de fierbere mai scăzut.

## Elementele
Metalele de post-tranziție descoperite sunt:
- Borul
- Aluminiulul
- Indiul
- Staniul
- Taliul
- Plumbul
- Bismutul